# Attilio Marinoni
Attilio Marinoni (Lodi, 14 gennaio 1892 – Lainate, 18 giugno 1940) è stato un pilota automobilistico italiano.

## Biografia
Dopo la prima guerra mondiale iniziò a lavorare per il Reparto Corse Alfa Romeo come meccanico. Divenne in seguito co-pilota di Giuseppe Campari, di cui condivideva l'età e l'origine lodigiana, al Gran Premio di Francia del 1924.
Su una Alfa Romeo 6C vinse la Coppa Ciano nel 1927 e tre 24 Ore di Spa di fila, nel 1928 con Boris Ivanowski, nel 1929 con Robert Benoist e nel 1930 con Pietro Ghersi.
Passò in seguito alla Ferrari dove lavorò dal 1934 al 1937, e fu promosso meccanico capo e collaudatore.
Tornò quindi alla casa del biscione e morì su un'Alfa Romeo 158 sull'autostrada Milano-Varese.
Venne sepolto al Cimitero Maggiore di Milano.

## Risultati

### Risultati nel Campionato europeo di automobilismo
| 1931 | Scuderia         | Vettura              | ITA | FRA | BEL |     |     |     |     | Punti | Posizione |
| ---- | ---------------- | -------------------- | --- | --- | --- | --- | --- | --- | --- | ----- | --------- |
| 1931 | Alfa Corse       | Alfa Romeo 8C 2300   | NP  |     |     |     |     |     |     | 0     | -         |
| 1932 | Scuderia         | Vettura              | ITA | FRA | GER |     |     |     |     | Punti | Posizione |
| 1932 | Alfa Corse       | Alfa Romeo Monza     | 3   |     |     |     |     |     |     | 0     | -         |
| 1935 | Scuderia         | Vettura              | MON | FRA | BEL | GER | SVI | ITA | SPA | Punti | Posizione |
| 1935 | Scuderia Ferrari | Alfa Romeo Tipo B/P3 |     |     | 4   |     |     | 4   |     | 52    | 24º       |
| 1937 | Scuderia         | Vettura              | BEL | GER | MON | SVI | ITA |     |     | Punti | Posizione |
| 1937 | Scuderia Ferrari | Alfa Romeo 12C 36    |     | 11  |     |     |     |     |     | 36    | 20º       |
| 1937 | Legenda          |                      |     |     |     |     |     |     |     |       |           |

### Risultati nei Gran Premi di automobilismo
| 1934    | Scuderia         | Vettura           | MON | FRA | GER | BEL | ITA | SPA | Posizione |
| ------- | ---------------- | ----------------- | --- | --- | --- | --- | --- | --- | --------- |
| 1934    | Scuderia Ferrari | Alfa Romeo Tipo B |     |     |     |     | 6   |     | -         |
| Legenda |                  |                   |     |     |     |     |     |     |           |

### Risultati nella 24 Ore di Le Mans
| Anno | Classe | N° | Gomme | Vettura                                   | Squadra                   | Co-piloti         | Giri | Pos. Assol. | Pos. di Classe |
| ---- | ------ | -- | ----- | ----------------------------------------- | ------------------------- | ----------------- | ---- | ----------- | -------------- |
| 1931 | 3.0    | 14 | D     | Alfa Romeo 8C 2300 LM Alfa Romeo 2.3L S8  | Alfa Romeo                | Goffredo Zehender | 99   | Rit         | Rit            |
| 1932 | 3.0    | 14 | D     | Alfa Romeo 8C 2300 MM Alfa Romeo 2.34L S8 | Prince Dimitri Djordjadze | Angelo Guatta     | 14   | Rit         | Rit            |

### Risultati nella Mille Miglia
| Anno    | Scuderia       | Costruttore | Vettura                                   | Numero | Categoria               | Classe | Co-pilota                  | Risultato di classe | Risultato assoluto |
| ------- | -------------- | ----------- | ----------------------------------------- | ------ | ----------------------- | ------ | -------------------------- | ------------------- | ------------------ |
| 1927    | Alfa Romeo     | Alfa Romeo  | Alfa Romeo RL SS                          | 43     | ?                       | 3.0    | Giulio Ramponi             | Rit                 | Rit                |
| 1928    | Pilota privato | Alfa Romeo  | Alfa Romeo 6C 1500 SS Spider Zagato       | 26     | Sport                   | S 1.5  | Giovanni Battista Guidotti | 2°                  | 4°                 |
| 1929    | Pilota privato | Alfa Romeo  | Alfa Romeo 6C 1750 SS tf Spider Zagato    | 43     | Sport                   | S 2.0  | Ferdinando Minoja          | 4°                  | 6°                 |
| 1930    | Alfa Romeo     | Alfa Romeo  | Alfa Romeo 6C 1750 GS tf Spider Zagato    | 69     | Sport                   | S 2.0  | Giuseppe Campari           | 3°                  | 3°                 |
| 1931    | Ferrari        | Alfa Romeo  | Alfa Romeo 6C 1750 GS tf Spider Zagato    | 86     | Sport                   | S +1.1 | Giuseppe Campari           | 2°                  | 2°                 |
| 1932    | Pilota privato | Alfa Romeo  | Alfa Romeo 6C 1750 GTC Berlinetta Touring | 47     | Vetture a guida interna | VGI    | Franco Cortese             | Rit                 | Rit                |
| Legenda |                |             |                                           |        |                         |        |                            |                     |                    |

### Risultati nella Targa Florio
| Anno    | Scuderia   | Costruttore | Vettura       | Numero | Categoria | Classe    | Co-pilota | Giri | Risultato di classe | Risultato assoluto |
| ------- | ---------- | ----------- | ------------- | ------ | --------- | --------- | --------- | ---- | ------------------- | ------------------ |
| 1928    | Alfa Romeo | Alfa Romeo  | Alfa Romeo 6C | 30     | ?         | 1100-1500 |           | 5    | Rit                 | Rit                |
| Legenda |            |             |               |        |           |           |           |      |                     |                    |